# Đảo Malakal
Đảo Malakal ("Ngemelachel" trong tiếng Palau) là một đảo nhỏ thuộc bang Koror của quốc đảo Palau, nằm ở vĩ độ 134,45 và kinh độ 7,330278.
Đảo có chiều dài khoảng 1.100 m, rộng khoảng 900 m, với diện tích khoảng 1,1 km vuông, nằm cách đảo Koror khoảng 700 mét về phía tây nam và được nối với nhau bằng một đường đắp cao và những cây cầu nhỏ.
Tại điểm cao nhất của hòn đảo (Cal, 124 mét) có một cột phát sóng truyền tin. Malakal có một số bến tàu thuyền và các khách sạn nhỏ. Trên bờ biển phía đông nam của đảo là hải cảng chính  của Palau.